# Brian Brendell
Brian Brendell (sinh ngày 7 tháng 9 năm 1986 ở Rehoboth) là một tiền vệ bóng đá người Namibia cùng với FC Civics của Giải bóng đá ngoại hạng Namibia. Anh là một thành viên của Đội tuyển bóng đá quốc gia Namibia, từng cùng đội tuyển tham dự Cúp bóng đá châu Phi 2008.